# Stopplaats Boksbergerweg
Stopplaats Boksbergerweg is een voormalige stopplaats aan Staatslijn A tussen Arnhem en Leeuwarden en aan de voormalige spoorlijn Deventer - Ommen. De halte werd geopend in 1891 en is vermoedelijk gesloten in 1919. Op 19 juni 1919 werd de halte in elk geval nog met vertrektijden genoemd in de dienstregeling. Op een luchtfoto uit 1922 is te zien dat de halte na de ophoging van het spoor (van grond- naar luchtspoor) toch weer is aangelegd, maar onduidelijk is of er nog treinen gestopt hebben.